# جزيرة بيراك
جزيرة بيراك وهي جزيرة من جزر إندونيسيا، وتقع في إقليم جاكارتا.